# Carolina Márquez
Pour les articles homonymes, voir Márquez.
Carolina Márquez, née en juillet 1975 à Bogota, est une disc-jockey et chanteuse colombo-italienne.

## Biographie
En 1986, Carolina Márquez quitte son pays natal pour assister à l'École d'Art Dramatique de Barcelone, et en 1991, sa famille s'installe à Venise, où elle étudie les langues et littératures modernes. Elle commence sa carrière dans la musique en 1998, en participant à une concert dans la ville de Milan, et présente son premier single intitulé S.E.X.O..
En 2004, Carolina revient avec un single : The Killer's Song. Un album construit autour du sample hypnotique, Twisted Nerve du compositeur Bernard Hermann, extrait de la bande originale du film Kill Bill de Quentin Tarantino. Le label Do It Yourself Entertainment commercialise par la suite l'album The Killer's Song II en 2005 dans lequel sont inclus de grands disc-jockeys de la scène musicale électronique européenne, dont le groupe allemand Discoboys.

## Discographie

### Albums
- 2002 : Más Música
- 2007 : Angel De Fuego (10e anniversaire)

### Singles et EPs
| Année | Single                                         | Meilleure position | Meilleure position | Meilleure position | Meilleure position | Meilleure position | Meilleure position | Meilleure position | Meilleure position | Meilleure position | Album           |
| Année | Single                                         | ALL                | AUT                | BEL (Fl)           | BEL (Wa)           | DAN                | FIN                | FRA                | P-B                | SUI                | Album           |
| ----- | ---------------------------------------------- | ------------------ | ------------------ | ------------------ | ------------------ | ------------------ | ------------------ | ------------------ | ------------------ | ------------------ | --------------- |
| 2004  | The Killer's Song                              | —                  | —                  | 29 (Ultratop)      | 6 (Ultratip)       | 10                 | 18                 | 57                 | 57                 | —                  | Bande originale |
| 2005  | Pleasure Ground                                | —                  | —                  | —                  | —                  | —                  | 5                  | —                  | —                  | —                  |                 |
| 2013  | Sing La La La (feat. Flo Rida & Dale Saunders) | 82                 | 44                 | —                  | 25 (Ultratip)      | —                  | —                  | 60                 | —                  | 70                 |                 |

### Discographie sélective
- 1998 : S.E.X.O.
- 1998 : Amor Erótico
- 1999 : Cont@cto
- 2000 : Super DJ
- 2000 : Bisex Alarm
- 2001 : Ritmo
- 2002 : Discomani
- 2002 : Más Música
- 2004 : The Killer's Song (bande originale)
- 2005 : The Killer's Song Vol. 2
- 2005 : Pleasure Ground
- 2006 : Angel De Fuego
- 2011 : Wicked Wow
- 2012 : Weekend (Wicked Wow) (vs. Jay Kay featuring Lil Wayne & Glasses Malone)
- 2013 : Sing La La La (featuring Flo Rida & Dale Saunders)
- 2013 : Get on the floor (featuring Pitbull, Dale Saunders & Roscoe Umali)
- 2014 : Super
- 2016 : Oh La La La (featuring Akon & J Rand)